# Shawnee Smith
Shawnee Rebecca Smith (Orangeburg, 3 luglio 1969) è un'attrice statunitense.
È nota soprattutto per il ruolo di Amanda Young nella saga di Saw e di Linda nella sitcom Becker. È stata membro del gruppo Fydolla Ho, assieme al bassista dei Metallica Robert Trujillo e al cantante degli Skindred Benji Webbe, con i quali è andata in tournée in Gran Bretagna e negli Stati Uniti.

## Biografia
Shawnee Smith è nata a Orangeburg, Carolina del Sud, seconda figlia di Patricia, un'infermiera di oncologia, e Jim Smith, consulente finanziario ed ex pilota della US Air Force. La sua famiglia si trasferì a Van Nuys, in California, quando Shawnee aveva un anno. I suoi genitori divorziarono quando aveva due anni e sua madre si risposò quando lei aveva otto anni. Ha frequentato la Ranchito Avenue Elementary School a Panorama City, California. Ha inoltre frequentato la North Hollywood High School di North Hollywood, in California, e si è diplomata nel 1987.

### Carriera
Smith inizia a recitare sin da bambina, apparendo sul palcoscenico con l'opera A Christmas Carol per tre anni, dagli otto agli undici, per poi ottenere, nel 1982, a dodici anni, un ruolo come ballerina, seppur marginale, nel film Annie di John Huston, debuttando quindi al cinema, e una parte accanto a Richard Dreyfuss all'età di quindici. Ha recitato inoltre nell'opera teatrale To Gillian on Her 37th Birthday, vincendo, proprio grazie a questa interpretazione, il Dramalogue Critics Award: è stata l'attrice più giovane a ricevere tale premio. Il suo debutto televisivo risale al 1978, quando, a otto anni, girò uno spot pubblicitario per McDonald's. A nove anni è entrata a far parte della Screen Actors Guild. Il suo primo ruolo cinematografico importante, comunque, arriva nel 1987 con Summer School - Una vacanza da ripetenti dove interpreta la giovane teenager incinta Rhonda Altobello. È in Blob - Il fluido che uccide nel ruolo della protagonista Megan Penny ed è accanto a John Candy nel film Chi è Harry Crumb? nel 1989.
Anche se ha preso parte a molti altri film, probabilmente il suo ruolo più famoso è quello di Amanda Young nella saga di film horror Saw. Grazie al successo di questo personaggio e della saga in generale, Shawnee Smith ha ottenuto una grande visibilità ed è tornata alla ribalta dopo molti ruoli secondari. L'attrice ha dichiarato che anche se appare in Saw IV e Saw V, in realtà non fu mai sul set. Tutte le sue scene furono ottenute estrapolandole dai film precedenti e da materiale tagliato, rielaborato e ridoppiato. sarebbe stata nel cast di Saw VI.
Sarebbe dovuta apparire nel 2006 nel film diretto da Darren Lynn Bousman Repo! The Genetic Opera, ma quando la Lionsgate e la Twisted Pictures hanno comprato i diritti per il film dal regista, che già ne aveva girato un cortometraggio con Shawnee Smith, appunto, per mostrare le potenzialità della pellicola, hanno sostituito l'attrice con Paris Hilton.
Shawnee Smith, oltre che al cinema, è apparsa anche in numerose serie TV e programmi televisivi. Tra questi spiccano il suo ruolo nella sitcom Becker, nella quale ha interpretato Linda dal 1998 al 2004, e la sua veste di giudice e mentore nel reality show Scream Queens, nell'edizione del 2008. Nel 2012 entra a far parte del cast della serie TV Anger Management, basata sul film Terapia d'urto del 2003, nel ruolo della moglie del protagonista Charlie Goodson, interpretato da Charlie Sheen.

### Vita privata
Shawnee Smith ha due figli: una figlia di nome Verve, nata nel 1999, dal suo matrimonio con il fotografo Jason Reposar (1998-2003), e un figlio di nome Jackson, nato nel 2005, dal suo breve matrimonio con il musicista Kai Mattoon (2005-2006). Il nome di sua figlia è un omaggio alla casa discografica Verve Records. Smith ha "sposato" l'attrice, ed ex compagna di band musicale, Missi Pyle in una falsa cerimonia presso l'All Love is Equal Launch Party a West Hollywood il 18 novembre 2009. Le due attrici hanno preteso di sposarsi in sostegno del rigetto della Proposizione 8 in California che vieta il matrimonio fra persone dello stesso sesso. L'attore Hal Sparks, vestito da sacerdote, ha celebrato la cerimonia utilizzando degli hula hoop color arcobaleno come fedi nuziali; l'attrice si è convertita alla confessione cristiano-ortodossa.

## Filmografia

### Cinema
- Annie, regia di John Huston (1982)
- L'aquila d'acciaio (Iron Eagle), regia di Sidney J. Furie (1986)
- Summer School - Una vacanza da ripetenti (Summer School), regia di Carl Reiner (1987)
- Blob - Il fluido che uccide (The Blob), regia di Chuck Russell (1988)
- Chi è Harry Crumb? (Who's Harry Crumb?), regia di Paul Flaherty (1989)
- Ore disperate (Desperate Hours), regia di Michael Cimino (1990)
- Via da Las Vegas (Leaving Las Vegas), regia di Mike Figgis (1995)
- The Low Life, regia di George Hickenlooper (1995)
- Bombshell, regia di Paul Wynne (1997)
- Perversioni femminili (Female Perversions), regia di Susan Streitfeld (1996)
- Dead Men Can't Dance, regia di Stephen Milburn Anderson (1997)
- Dogtown, regia di George Hickenlooper (1997)
- A proposito di uomini (Men), regia di Zoe Clarke-Williams (1997)
- Every Dog Has Its Day, regia di Marc Chiat (1998)
- Armageddon - Giudizio finale (Armageddon), regia di Michael Bay (1998)
- Carnival of Souls, regia di Adam Grossman e Ian Kessner (1998)
- The Party Crashers, regia di Phil Leirness (1998)
- A Slipping-Down Life, regia di Toni Kalem (1999)
- La colazione dei campioni (Breakfast of Champions), regia di Alan Rudolph (1999)
- Eat Your Heart Out, regia di Felix O. Adlon (2000)
- Never Get Outta the Boat, regia di Paul Quinn (2002)
- Saw - L'enigmista (Saw), regia di James Wan (2004)
- The Almost Guys, regia di Eric Fleming (2004)
- The Island, regia di Michael Bay (2005)
- Saw II - La soluzione dell'enigma (Saw II), regia di Darren Lynn Bousman (2005)
- Saw III - L'enigma senza fine (Saw III), regia di Darren Lynn Bousman (2006)
- The Grudge 3, regia di Toby Wilkins (2009)
- Saw VI, regia di Kevin Greutert (2009)
- Kill Speed - Fuga ad alta velocità (Kill Speed), regia di Kim Bass (2010) - non accreditata
- Jayne Mansfield's Car - L'ultimo desiderio (Jayne Mansfield's Car), regia di Billy Bob Thornton (2012)
- Grace Unplugged, regia di Brad J. Silverman (2013)
- Saw X, regia di Kevin Greutert (2023)

### Televisione
- Il mio amico Ricky (Silver Spoons) – serie TV, un episodio (1984)
- Sfida alla vita (Not My Kid), regia di Michael Tuchner – film TV (1985)
- It's Your Move – serie TV, 1 episodio (1985)
- New York New York (Cagney & Lacey) – serie TV, 1 episodio (1985)
- Reato d'innocenza (Crime of Innocence), regia di Michael Miller – film TV (1985)
- All Is Forgiven – serie TV, 9 episodi (1986)
- Easy Prey, regia di Sandor Stern – film TV (1986)
- Bluegrass , regia di Simon Wincer – film TV (1988)
- Ho visto cosa hai fatto... e so chi sei! (I Saw What You Did), regia di Fred Walton – film TV (1988)
- Brand New Life – serie  TV, 6 episodi (1989-1990)
- Lucky/Chances – miniserie TV, 3 episodi (1990)
- La signora in giallo (Murder, She Wrote) – serie TV, episodio 10x06 (1993)
- L'ombra dello scorpione (The Stand) – miniserie TV, 3 episodi (1994)
- X-Files (The X-Files) – serie TV, episodio 2x09 (1994)
- Il volto della morte (Face of Evil), regia di Mary Lambert – film TV (1996)
- Something Borrowed, Something Blue, regia di Gwen Arner – film TV (1997)
- Arsenio – serie TV, 6 episodi (1997)
- Shining – miniserie TV, episodio 1x03 (1997)
- The Tom Show – serie TV, 19 episodi (1997-1998)
- Players – serie TV, episodio 1x10 (1998)
- C'era due volte (Twice Upon a Time), regia di Thom Eberhardt – film TV (1998)
- Becker – serie TV, 129 episodi (1998-2004)
- Kim Possible – serie TV, episodio 2x02 (2003)
- Washington Street, regia di Andrew D. Weyman – film TV (2005)
- Traveling in Packs, regia di James Burrows – film TV (2007)
- Secrets of an Undercover Wife, regia di George Mendeluk – film TV (2007)
- 30 Days of Night: Dust to Dust – miniserie TV, episodio 1x01 (2008)
- Scream Queens – programma TV, 8 episodi (2008)
- La vita segreta di una teenager americana (The Secret Life of the American Teenager) – serie TV, 2 episodi (2010-2011)
- Law & Order: LA – serie TV, episodio 1x01 (2010)
- Anger Management – serie TV, 100 episodi (2012-2014)

## Doppiatrici italiane
Nelle versioni in italiano delle opere in cui ha recitato, Shawnee Smith è stata doppiata da:
- Laura Boccanera in Saw II - La soluzione dell'enigma, Saw III - L'enigma senza fine, Saw IV, Saw V, Saw VI, Saw X
- Silvia Tognoloni in Blob - Il fluido che uccide, Chi è Harry Crumb?
- Cristina Boraschi in Ho visto cosa hai fatto... e so chi sei!, L'ombra dello scorpione
- Barbara Berengo Gardin in X-Files
- Giulia Franzoso in Becker
- Giovanna Martinuzzi in Saw - L'enigmista
- Laura Latini in The Island
- Tenerezza Fattore in The Grudge 3
- Claudia Razzi ne Il corso di recupero
- Claudia Catani in La signora in giallo
- Patrizia Salerno in Jayne Mansfield's Car - L'ultimo desiderio
- Elena Canone in Anger Management